# Cantonul Toulon-sur-Arroux
Cantonul Toulon-sur-Arroux este un canton din arondismentul Charolles, departamentul Saône-et-Loire, regiunea Burgundia, Franța.

## Comune
| Comune                     | Populație (1999) | Cod poștal | Cod INSEE |
| -------------------------- | ---------------- | ---------- | --------- |
| Ciry-le-Noble              | 2 475            | 71420      | 71132     |
| Dompierre-sous-Sanvignes   | 79               | 71420      | 71179     |
| Génelard                   | 1 582            | 71420      | 71212     |
| Marly-sur-Arroux           | 361              | 71420      | 71281     |
| Perrecy-les-Forges         | 1 823            | 71420      | 71346     |
| Saint-Romain-sous-Versigny | 121              | 71420      | 71478     |
| Sanvignes-les-Mines        | 4 342            | 71410      | 71499     |
| Toulon-sur-Arroux          | 1 630            | 71320      | 71542     |